# Jacopone da Todi
Jacopo de Benedetti, más conocido como Jacopone da Todi (Todi, 1236-Collazzone, 1306) está considerado uno de los más célebres autores de loas religiosas de la literatura italiana. Los críticos lo consideran uno de los más importantes poetas italianos de la Edad Media. Su composición más conocida es la denominada Stabat Mater.

## Biografía
Nació en Todi en 1236 (aunque según algunas fuentes fue en 1230) hijo de Iacobello, de la noble familia de los Benedetti. Jacopone estudió probablemente en la universidad de Bolonia, en la que se formó en leyes y se hizo notario y procurador legal, lo que le permitió llevar una vida desahogada. En 1267 se casó con Vanna, hija de Bernardino de Guidone, conde de Coldimezzo. Al cabo de un año de su boda, su mujer murió en trágicas circunstancias a causa del derrumbamiento de un palco durante una fiesta. Cuando al recuperar el cuerpo de su mujer descubrió que portaba un cilicio, Jacopone abandonó la vida mundana, distribuyó entre los pobres todos sus bienes y en 1278 entró como seglar en la orden franciscana, probablemente en el convento de Pantanelli, en Terni, y escogió la corriente rigurosa de los espirituales (corriente que más tarde pasó a denominarse de los Observantes) los cuales se contraponían a la corriente predominante de los Conventuales, que vivían según una interpretación más moderada de la regla. En 1288, Jacopone se trasladó a Roma, posiblemente con el cardenal Bentivenga.
Al inicio del breve pontificado del papa Celestino V, los Espirituales, ayudados por una loa que Jacopone le envió al Papa, fueron reconocidos oficialmente como orden con el nombre de “Ermitaños Pobres del Señor de los Cielos”. Pero el papa siguiente, Bonifacio VIII, enemigo acérrimo de las corrientes más radicales de la Iglesia, derogó las disposiciones precedentes apenas fue elegido, y quedó disuelta la congregación de los Ermitaños Pobres.
Jacopone fue uno de los firmantes del “Manifiesto de Lunghezza” el 10 de mayo de 1297, con el cual los adversarios del papa Bonifacio VIII, encabezados por los cardenales Giacomo y Pietro Colonna, solicitaron la destitución del papa y el inicio de un concilio. La respuesta de Bonifacio VIII no se hizo esperar: excomulgó a todos los firmantes con la bula “Lapis abscissus” y puso asedio a Palestrina, la plaza fuerte de los disidentes. En septiembre de 1298 se consumó la toma de Palestrina, Jacopone fue despojado del sayo, procesado, condenado a cadena perpetua y encerrado en la cárcel del convento de san Fortunato en Todi. Sólo tras la muerte del papa en 1303 pudo ser liberado, y vivió sus últimos años en el monasterio de San Lorenzo de Collazzone, cerca de Todi.

## Obras
- Loas de Jacopone de Todi
- Stabat Mater